# Sherline Williams
Sherline Williams (sinh ngày 20 tháng 7 năm 1977) là một vận động viên chạy nước rút người Barbados. Bà đã tham gia cuộc thi tiếp sức 4 × 400 mét nữ tại Thế vận hội Mùa hè 2000.